# Collegio di Reigate
Reigate è un collegio elettorale inglese situato nel Surrey rappresentato alla camera dei Comuni del parlamento del Regno Unito. Elegge un membro del parlamento con il sistema maggioritario a turno unico; l'attuale parlamentare è Rebecca Paul del Partito Conservatore, eletta nel 2024.

## Estensione

Reigate nel periodo 2010-2024

- 1885-1918: il borgo di Reigate, la divisione sessionale di Reigate, e parti delle divisioni sessionali di Dorking e Godstone.
- 1918-1950: il borgo di Reigate, il distretto urbano di Dorking, e i distretti rurali di Dorking e Reigate.
- 1950-1974: il borgo di Reigate e il distretto rurale di Godstone.
- 1974-1983: il borgo di Reigate e il distretto urbano di Banstead.
- 1983-1997: i ward del borgo di Reigate and Banstead di Chipstead Hooley and Woodmansterne, Horley East, Horley West, Kingswood with Burgh Heath, Reigate Central, Reigate East, Reigate North, Reigate North Central, Reigate North East, Reigate South Central, Reigate South East, Reigate South West, Salfords and Sidlow e Tadworth and Walton.
- 1997-2010: i ward del borgo of Reigate and Banstead di Banstead Village, Chipstead Hooley and Woodmansterne, Kingswood with Burgh Heath, Reigate Central, Reigate East, Reigate North, Reigate North Central, Reigate North East, Reigate South Central, Reigate South East, Reigate South West, Salfords and Sidlow e Tadworth and Walton.
- 2010-2024: i ward del borgo di Reigate and Banstead di Banstead Village, Chipstead Hooley and Woodmansterne, Earlswood and Whitebushes, Kingswood with Burgh Heath, Meadvale and St John’s, Merstham, Preston, Redhill East, Redhill West, Reigate Central, Reigate Hill, Salfords and Sidlow, South Park and Woodhatch e Tadworth and Walton.
- dal 2024: i ward del borgo di Reigate and Banstead di Banstead Village, Chipstead, Kingswood and Woodmansterne, Earlswood and Whitebushes, Lower Kingswood, Tadworth & Walton, Meadvale and St. John’s, Nork, Redhill East, Redhill West and Wray Common; Reigate, South Park and Woodhatch e Tattenham Corner and Preston.

Il collegio si trova nel Surrey e confina con l'area metropolitana di Londra; è incentrato sulla città di Reigate, da cui prende il nome. Il collegio esclude gran parte della città di Horley, che si trova nel collegio di East Surrey, e parti di Walton-on-the-Hill, che fa parte del collegio di Epsom and Ewell. Contiene tuttavia la parte rimanente del distretto di Reigate and Banstead.

## Storia
Il collegio fu creato per la prima elezione dei borghesi al Parlamento nel 1295, ed eleggeva due deputati. Continuò ad eleggerne due fino al 1832, quando la rappresentanza fu ridotta ad un deputato con il Reform Act 1832.
Nel 1868 il collegio fu sciolto per corruzione, ma fu ri-istituito nel 1885 con il Redistribution of Seats Act 1885, quando fu abolito il collegio di East Surrey. Dal 1918 il collegio è rappresentato dal Partito Conservatore, con una sola eccezione di qualche mese nel 1996 durante i quali il deputato eletto aderì al partito del Referendum. Il principale partito di opposizione, dal 2005, è rappresentato dai Liberal Democratici.
Nel 1974 il collegio fu sottoposto a importanti modifiche ai confini, che rimossero alcune parti del Surrey orientale a vantaggio del collegio di East Surrey, e aggiunsero l'area di Banstead a Reigate. Uno dei tre consiglieri locali del Partito Verde di Inghilterra e Galles si candidò per la prima volta nel collegio nel 2010, dopo 23 anni in cui il partito non partecipava ad elezioni nel collegio.

## Membri del parlamento

### 1660–1832
| Anno          | Primo deputato       | Primo deputato       | Primo Partito       | Secondo deputato | Secondo deputato    | Secondo partito |
| ------------- | -------------------- | -------------------- | ------------------- | ---------------- | ------------------- | --------------- |
| 1660          |                      | John Hele            |                     |                  | Edward Thurland     |                 |
| 1661          |                      | Roger James          |                     |                  | Edward Thurland     |                 |
| 1673          |                      | Roger James          | Sir John Werden     |                  |                     |                 |
| Febbraio 1679 |                      | Roger James          | Deane Goodwin       |                  |                     |                 |
| Ottobre 1679  |                      | Roger James          | Ralph Freeman       |                  |                     |                 |
| 1680          |                      | Roger James          | Deane Goodwin       |                  |                     |                 |
| 1681          |                      | Ralph Freeman        | Deane Goodwin       |                  |                     |                 |
| 1685          |                      | Sir John Werden      |                     |                  | Sir John Parsons    |                 |
| Gennaio 1689  |                      | Roger James          |                     |                  | Sir John Parsons    |                 |
| Marzo 1689    |                      | Roger James          | Thomas Vincent      |                  |                     |                 |
| 1690          |                      | Sir John Parsons     |                     |                  | John Parsons        |                 |
| 1698          |                      | Stephen Hervey       |                     |                  | Edward Thurland     |                 |
| 1701          |                      | Stephen Hervey       | Sir John Parsons    |                  |                     |                 |
| 1707          |                      | James Cocks          | Sir John Parsons    |                  |                     |                 |
| 1710          |                      | John Ward            | Sir John Parsons    |                  |                     |                 |
| 1713          |                      | James Cocks          | Sir John Parsons    |                  |                     |                 |
| 1717          |                      | James Cocks          | William Jordan      |                  |                     |                 |
| 1720          |                      | James Cocks          | Thomas Jordan       |                  |                     |                 |
| 1722          |                      | James Cocks          | Sir Joseph Jekyll   | Whigs            |                     |                 |
| 1739          |                      | James Cocks          | John Hervey         |                  |                     |                 |
| 1741          |                      | James Cocks          | Philip Yorke        | Whigs            |                     |                 |
| Giugno 1747   |                      | Charles Cocks        | Philip Yorke        | Whigs            |                     |                 |
| Dicembre 1747 | Charles Yorke        | Charles Cocks        |                     | Whigs            |                     |                 |
| 1768          |                      | Charles Cocks        | John Yorke          |                  |                     |                 |
| 1784          |                      | William Bellingham   |                     |                  | Edward Leeds        |                 |
| 1787          |                      | William Bellingham   | Reginald Pole-Carew |                  |                     |                 |
| 1789          |                      | Lord Hood            | Reginald Pole-Carew |                  |                     |                 |
| 1790          |                      | John Somers Cocks    |                     |                  | Joseph Sidney Yorke | Tory            |
| Febbraio 1806 |                      | Philip James Cocks   |                     |                  | Joseph Sidney Yorke | Tory            |
| Novembre 1806 |                      | Edward Charles Cocks |                     |                  | Visconte Royston    |                 |
| 1808          |                      | Edward Charles Cocks | James Cocks         |                  |                     |                 |
| 1812          |                      | John Somers-Cocks    | James Cocks         | Tory             |                     |                 |
| 1818          | Joseph Sidney Yorke  |                      | James Somers Cocks  | Tory             |                     |                 |
| 1823          | Joseph Sidney Yorke  |                      | James Cocks         | Tory             |                     |                 |
| Aprile 1831   | Joseph Sidney Yorke  |                      | Joseph Yorke        | Tory             |                     |                 |
| Luglio 1831   | Charles Philip Yorke |                      | Joseph Yorke        | Tory             |                     |                 |

### 1832-1868
| Elezione     | Elezione                  | Deputato           | Partito      |
| ------------ | ------------------------- | ------------------ | ------------ |
|              | 1832                      | Visconte Eastnor I | Conservatore |
| 1841 (S)     | Visconte Eastnor II       |                    | Conservatore |
| 1847         | Thomas Somers-Cocks       |                    | Conservatore |
|              | 1857                      | William Hackblock  | Liberale     |
| Feb 1858 (S) | Henry Creswicke Rawlinson |                    | Liberale     |
| Ott 1858 (S) | William Monson            |                    | Liberale     |
| 1863 (S)     | George Leveson-Gower      |                    | Liberale     |

### Dal 1885
| Elezione | Elezione            | Deputato         | Partito      |
| -------- | ------------------- | ---------------- | ------------ |
|          | 1885                | Trevor Lawrence  | Conservatore |
| 1892     | Henry Cubitt        |                  | Conservatore |
|          | 1906                | Harry Brodie     | Liberale     |
|          | 1910                | Richard Rawson   | Conservatore |
|          | 1917                | Richard Rawson   | Nazionale    |
|          | 1918                | George Cockerill | Conservatore |
| 1931     | Gordon Touche       |                  | Conservatore |
| 1950     | John Vaughan-Morgan |                  | Conservatore |
| 1970     | Geoffrey Howe       |                  | Conservatore |
| 1974     | George Gardiner     |                  | Conservatore |
|          | George Gardiner     | 1996             | Referendum   |
|          | 1997                | Crispin Blunt    | Conservatore |
|          | 2023                | Crispin Blunt    | Indipendente |
|          | 2024                | Rebecca Paul     | Conservatore |

## Elezioni

### Elezioni negli anni 2020
| Partito                    | Partito                                   | Candidato                  | Risultati 4 luglio 2024 | Risultati 4 luglio 2024 |
| Partito                    | Partito                                   | Candidato                  | Voti                    | %                       |
| -------------------------- | ----------------------------------------- | -------------------------- | ----------------------- | ----------------------- |
|                            | Conservatore                              | Rebecca Paul               | 18 822                  | 35,41                   |
|                            | Laburista                                 | Stuart Brady               | 15 635                  | 29,41                   |
|                            | Reform UK                                 | Joseph Fox                 | 7 240                   | 13,62                   |
|                            | Lib Dem                                   | Mark Johnston              | 6 773                   | 12,74                   |
|                            | Verdi                                     | Jonathan Essex             | 4 691                   | 8,82                    |
|                            |                                           |                            |                         |                         |
| Iscritti                   | Iscritti                                  | Iscritti                   | 77 101                  | 100,00                  |
| ↳ Votanti (% su iscritti)  | ↳ Votanti (% su iscritti)                 | ↳ Votanti (% su iscritti)  | 53 161                  | 68,95                   |
| ↳ Astenuti (% su iscritti) | ↳ Astenuti (% su iscritti)                | ↳ Astenuti (% su iscritti) | 23 940                  | 31,05                   |
|                            |                                           |                            |                         |                         |
|                            | Esito: collegio confermato a Conservatore |                            |                         |                         |

### Elezioni negli anni 2010
| Partito                    | Partito                                   | Candidato                  | Risultati 12 dicembre 2019 | Risultati 12 dicembre 2019 |
| Partito                    | Partito                                   | Candidato                  | Voti                       | %                          |
| -------------------------- | ----------------------------------------- | -------------------------- | -------------------------- | -------------------------- |
|                            | Conservatore                              | Crispin Blunt              | 28 665                     | 53,93                      |
|                            | Laburista                                 | Susan Gregory              | 10 355                     | 19,48                      |
|                            | Lib Dem                                   | John Vincent               | 10 320                     | 19,41                      |
|                            | Verdi                                     | Jonathan Essex             | 3 169                      | 5,96                       |
|                            | UKIP                                      | Julia Searle               | 647                        | 1,22                       |
|                            |                                           |                            |                            |                            |
| Iscritti                   | Iscritti                                  | Iscritti                   | 74 242                     | 100,00                     |
| ↳ Votanti (% su iscritti)  | ↳ Votanti (% su iscritti)                 | ↳ Votanti (% su iscritti)  | 53 156                     | 71,60                      |
| ↳ Astenuti (% su iscritti) | ↳ Astenuti (% su iscritti)                | ↳ Astenuti (% su iscritti) | 21 086                     | 28,40                      |
|                            |                                           |                            |                            |                            |
|                            | Esito: collegio confermato a Conservatore |                            |                            |                            |

| Partito                    | Partito                                   | Candidato                  | Risultati 8 giugno 2017 | Risultati 8 giugno 2017 |
| Partito                    | Partito                                   | Candidato                  | Voti                    | %                       |
| -------------------------- | ----------------------------------------- | -------------------------- | ----------------------- | ----------------------- |
|                            | Conservatore                              | Crispin Blunt              | 30 896                  | 57,40                   |
|                            | Laburista                                 | Toby Brampton              | 13 282                  | 24,68                   |
|                            | Lib Dem                                   | Anna Tarrant               | 5 889                   | 10,94                   |
|                            | Verdi                                     | Jonathan Essex             | 2 214                   | 4,11                    |
|                            | UKIP                                      | Joe Fox                    | 1 542                   | 2,86                    |
|                            |                                           |                            |                         |                         |
| Iscritti                   | Iscritti                                  | Iscritti                   | 74 990                  | 100,00                  |
| ↳ Votanti (% su iscritti)  | ↳ Votanti (% su iscritti)                 | ↳ Votanti (% su iscritti)  | 53 993                  | 72,00                   |
| ↳ Astenuti (% su iscritti) | ↳ Astenuti (% su iscritti)                | ↳ Astenuti (% su iscritti) | 20 997                  | 28,00                   |
|                            |                                           |                            |                         |                         |
|                            | Esito: collegio confermato a Conservatore |                            |                         |                         |

| Partito                    | Partito                                   | Candidato                  | Risultati 7 maggio 2015 | Risultati 7 maggio 2015 |
| Partito                    | Partito                                   | Candidato                  | Voti                    | %                       |
| -------------------------- | ----------------------------------------- | -------------------------- | ----------------------- | ----------------------- |
|                            | Conservatore                              | Crispin Blunt              | 29 151                  | 56,77                   |
|                            | UKIP                                      | Joe Fox                    | 6 817                   | 13,28                   |
|                            | Laburista                                 | Ali Aklakul                | 6 578                   | 12,81                   |
|                            | Lib Dem                                   | Anna Tarrant               | 5 369                   | 10,46                   |
|                            | Verdi                                     | Jonathan Essex             | 3 434                   | 6,69                    |
|                            |                                           |                            |                         |                         |
| Iscritti                   | Iscritti                                  | Iscritti                   | 73 460                  | 100,00                  |
| ↳ Votanti (% su iscritti)  | ↳ Votanti (% su iscritti)                 | ↳ Votanti (% su iscritti)  | 51 349                  | 69,90                   |
| ↳ Astenuti (% su iscritti) | ↳ Astenuti (% su iscritti)                | ↳ Astenuti (% su iscritti) | 22 111                  | 30,10                   |
|                            |                                           |                            |                         |                         |
|                            | Esito: collegio confermato a Conservatore |                            |                         |                         |

| Partito                    | Partito                                   | Candidato                  | Risultati 6 maggio 2010 | Risultati 6 maggio 2010 |
| Partito                    | Partito                                   | Candidato                  | Voti                    | %                       |
| -------------------------- | ----------------------------------------- | -------------------------- | ----------------------- | ----------------------- |
|                            | Conservatore                              | Crispin Blunt              | 26 688                  | 53,40                   |
|                            | Lib Dem                                   | Jane Kulka                 | 13 097                  | 26,21                   |
|                            | Laburista                                 | Robert Hull                | 5 672                   | 11,35                   |
|                            | UKIP                                      | Joseph Fox                 | 2 089                   | 4,18                    |
|                            | BNP                                       | Keith Brown                | 1 345                   | 2,69                    |
|                            | Verdi                                     | Jonathan Essex             | 1 087                   | 2,17                    |
|                            |                                           |                            |                         |                         |
| Iscritti                   | Iscritti                                  | Iscritti                   | 71 601                  | 100,00                  |
| ↳ Votanti (% su iscritti)  | ↳ Votanti (% su iscritti)                 | ↳ Votanti (% su iscritti)  | 49 978                  | 69,80                   |
| ↳ Astenuti (% su iscritti) | ↳ Astenuti (% su iscritti)                | ↳ Astenuti (% su iscritti) | 21 623                  | 30,20                   |
|                            |                                           |                            |                         |                         |
|                            | Esito: collegio confermato a Conservatore |                            |                         |                         |

### Elezioni negli anni 2000
| Partito                    | Partito                                   | Candidato                  | Risultati 5 maggio 2005 | Risultati 5 maggio 2005 |
| Partito                    | Partito                                   | Candidato                  | Voti                    | %                       |
| -------------------------- | ----------------------------------------- | -------------------------- | ----------------------- | ----------------------- |
|                            | Conservatore                              | Crispin Blunt              | 20 884                  | 49,02                   |
|                            | Lib Dem                                   | Jane Kulka                 | 9 896                   | 23,23                   |
|                            | Laburista                                 | Samuel Townend             | 8 896                   | 20,88                   |
|                            | UKIP                                      | Jeremy Wraith              | 1 921                   | 4,51                    |
|                            | Democratici                               | Harold Green               | 600                     | 1,41                    |
|                            | Indipendente                              | Michael Selby              | 408                     | 0,96                    |
|                            |                                           |                            |                         |                         |
| Iscritti                   | Iscritti                                  | Iscritti                   | 65 748                  | 100,00                  |
| ↳ Votanti (% su iscritti)  | ↳ Votanti (% su iscritti)                 | ↳ Votanti (% su iscritti)  | 42 605                  | 64,80                   |
| ↳ Astenuti (% su iscritti) | ↳ Astenuti (% su iscritti)                | ↳ Astenuti (% su iscritti) | 23 143                  | 35,20                   |
|                            |                                           |                            |                         |                         |
|                            | Esito: collegio confermato a Conservatore |                            |                         |                         |

| Partito                    | Partito                                   | Candidato                  | Risultati 7 giugno 2001 | Risultati 7 giugno 2001 |
| Partito                    | Partito                                   | Candidato                  | Voti                    | %                       |
| -------------------------- | ----------------------------------------- | -------------------------- | ----------------------- | ----------------------- |
|                            | Conservatore                              | Crispin Blunt              | 18 875                  | 47,82                   |
|                            | Laburista                                 | Simon Charleton            | 10 850                  | 27,49                   |
|                            | Lib Dem                                   | Jane Kulka                 | 8 330                   | 21,10                   |
|                            | UKIP                                      | Stephen Smith              | 1 062                   | 2,69                    |
|                            | Reform UK                                 | Harold Green               | 357                     | 0,90                    |
|                            |                                           |                            |                         |                         |
| Iscritti                   | Iscritti                                  | Iscritti                   | 65 571                  | 100,00                  |
| ↳ Votanti (% su iscritti)  | ↳ Votanti (% su iscritti)                 | ↳ Votanti (% su iscritti)  | 39 474                  | 60,20                   |
| ↳ Astenuti (% su iscritti) | ↳ Astenuti (% su iscritti)                | ↳ Astenuti (% su iscritti) | 26 097                  | 39,80                   |
|                            |                                           |                            |                         |                         |
|                            | Esito: collegio confermato a Conservatore |                            |                         |                         |

## Risultati dei referendum

### Referendum sulla permanenza del Regno Unito nell'Unione europea del 2016
|             | Collegio    | Lasciare UE % | Rimanere in UE % |
| ----------- | ----------- | ------------- | ---------------- |
|             | Reigate     | 47,7%         | 52,3%            |
|             | Inghilterra | 53,3%         | 46,7%            |
| Regno Unito | 51,9%       | 48,1%         |                  |